# Список генералов от артиллерии (Российская империя)
Список генералов от артиллерии:
Перед именем указан год производства в чин, после имени — годы жизни.
1. 1796 — Вульф, Карл Иванович фон (1723—1798)
2. 1796 — Зубов, Платон Александрович (1767—1822)
3. 1796 — Мелиссино, Пётр Иванович (1726—1797)
4. 1797 — Бригман, Григорий Петрович (1740-?)
5. 1797 — Мертенс, Иван Фёдорович (?)
6. 1800 — Корсаков, Алексей Иванович (1751—1821)
7. 1807 — Аракчеев, Алексей Андреевич (1769—1834)
8. 1814 — Меллер-Закомельский, Петр Иванович (1755—1823)
9. 1819 — Яшвиль, Лев Михайлович (1768—1836)
10. 1829 — Игнатьев, Гавриил Александрович (1768—1852)
11. 1829 — Левенштерн, Карл Фёдорович (1771—1840)
12. 1830 — Гауке, Маврикий Федорович (1773—1830)
13. 1834 — Гогель, Иван Григорьевич (1773—1834)
14. 1834 — Сухозанет, Иван Онуфриевич (1788—1861)
15. 1834 — Эйлер, Александр Христофорович (1773—1849)
16. 1837 — Август, принц Прусский (1779—1848)
17. 1837 — Ермолов, Алексей Петрович (1777—1861)
18. 1841 — Штаден, Евстафий Евстафьевич (1774—1845)
19. 1841 — Шульман, Фёдор Максимович (1773—1845)
20. 1843 — Герштенцвейг, Даниил Александрович (1790—1848)
21. 1843 — Гилленшмидт, Яков Яковлевич (1782—1852)
22. 1843 — Горчаков, Михаил Дмитриевич (1792—1861)
23. 1843 — Захаржевский, Яков Васильевич (1780—1865)
24. 1845 — Козен, Петр Андреевич (1776—1853)
25. 1851 — Арнольди, Иван Карлович (1780—1860)
26. 1851 — Корф, Николай Иванович (1793—1869)
27. 1851 — Сумароков, Сергей Павлович (1791—1875)
28. 1852 — Бибиков, Илья Гаврилович (1794—1867)
29. 1852 — Глинка, Владимир Андреевич (1790—1862)
30. 1852 — Примо, Дмитрий Павлович (1774—1859)
31. 1852 — Сухозанет, Николай Онуфриевич (1794—1871)
32. 1854 — Адальберт Генрих Вильгельм, принц Прусский (1811—1873)
33. 1854 — Карл, принц Прусский (1801—1883)
34. 1856 — Строганов Александр Григорьевич (1795—1891)
35. 1859 — Безак, Александр Павлович (1801—1868)
36. 1859 — Стахович, Пармен Иванович (1792—1861)
37. 1859 — Философов, Алексей Илларионович (1799—1874)
38. 1860 — великий князь Михаил Николаевич (1832—1909)[1]
39. 1861 — Георгий Георгиевич, герцог Мекленбург-Стрелицкий (1823—1876)
40. 1861 — Дядин, Алексей Васильевич (1791—1864)
41. 1861 — Корсаков, Василий Дмитриевич (1788—1870)
42. 1861 — Кошкин, Филипп Герасимович (?)
43. 1861 — Линген, Александр Иванович (1792—1866)
44. 1861 — Ловцов, Николай Петрович (ок. 1792 — 1879)
45. 1861 — Мерхелевич, Сигизмунд Венедиктович (1800—1872)
46. 1861 — Штаден, Иван Евстафьевич (1803—1871)
47. 1862 — Соболев, Михаил Иванович (1788—1866)
48. 1862 — Халанский, Василий Иванович (?)
49. 1864 — Вальц, Александр Иванович (1790—1864)
50. 1864 — Медем, Николай Васильевич (1796—1870)
51. 1865 — Врангель, Роман Егорович (1797—1884)
52. 1865 — Яковлев, Григорий Кузьмич (1801—1872)
53. 1866 — Бриммер, Эдуард Владимирович (1797—1874)
54. 1866 — Кнорринг, Роман Иванович (1812—1876)
55. 1867 — Вильгельм, эрцгерцог Австрийский (1827—1894)
56. 1867 — Майков, Михаил Аполлонович (1799—1881)
57. 1868 — Баранцов, Александр Алексеевич (1810—1882)
58. 1868 — Лутковский, Иван Сергеевич (1825—1888)
59. 1868 — Шварц, Владимир Максимович (1808—1872)
60. 1869 — Драке, Людвиг Иванович (1803—1883)
61. 1869 — Крыжановский, Николай Андреевич (1818—1888)
62. 1869 — Миттон, Роман Романович (1801—1890)
63. 1869 — Попов, Николай Герасимович (1802—1893)
64. 1869 — Штакельберг, Эрнест Густавович (1814—1870)
65. 1869 — Яфимович, Николай Матвеевич (1804—1874)
66. 1870 — Новицкий, Георгий Васильевич (1800—1877)
67. 1870 — Розен, Иван Федорович (1797—1872)
68. 1871 — Резвой, Орест Павлович (1811—1904)
69. 1876 — Сегеркранц, Роберт Фёдорович (1808—1879)
70. 1877 — Гагман, Эдуард Фёдорович (1807—1880)
71. 1877 — Яфимович, Владимир Матвеевич (1809—1888)
72. 1878 — Алопеус, Яков Самойлович (1881—1882)
73. 1878 — Игнатьев, Андрей Гаврилович (1802—1879)
74. 1878 — Костанда, Апостол Спиридонович (1817—1898)
75. 1878 — Масальский, Николай Фёдорович (1812—1880)
76. 1879 — Фадеев, Александр Александрович (1811—1898)
77. 1880 — Иванов, Давид Борисович (?)
78. 1881 — Немчинов, Александр Петрович (1813—1889)
79. 1881 — Опочинин, Алексей Петрович (1807—1885)
80. 1882 — Баумгарт, Николай Андреевич (1814—1893)
81. 1882 — Воронов, Павел Алексеевич (1812—1894)
82. 1882 — Форселлес, Эдуард Фёдорович (1817—1891)
83. 1883 — Ватаци, Александр Иванович (1810—1886)
84. 1883 — Жуковский, Михаил Михайлович (1821—1907)
85. 1883 — Мордвинов, Дмитрий Сергеевич (1820—1894)
86. 1883 — Оболенский, Алексей Васильевич (1819—1884)
87. 1883 — Платов, Александр Степанович (1817—1891)
88. 1883 — Столыпин, Аркадий Дмитриевич (1821—1899)
89. 1884 — Баранов, Александр Иванович (1821—1888)
90. 1884 — Клодт фон Юргенсбург, Владимир Карлович (1803—1887)
91. 1886[2] — Гершау, Александр Петрович (1825—1904)
92. 1886 — Филимонов, Василий Семенович (1817—1891)
93. 1887 — Лишин, Григорий Николаевич (1818—1898)
94. 1887 — Софиано, Леонид Петрович (1820—1898)
95. 1888 — Неелов, Александр Петрович (?)
96. 1888 — Шпадиер, Василий Иванович (1815—1890)
97. 1889 — Маиевский, Николай Владимирович (1823—1892)
98. 1889 — Молоствов, Герман Владимирович (1827—1894)
99. 1890 — Гадолин, Аксель Вильгельмович (1828—1892)
100. 1890 — Коханов, Иван Семенович (1825—1909)
101. 1890 — Фриде, Александр Яковлевич (1823—1894)
102. 1890 — Штаден, Николай Евстафьевич (1815—1892)
103. 1891 — Башилов, Петр Александрович (1819—1908)
104. 1891 — Свистунов, Александр Павлович (1830—1893)
105. 1892 — Кильхен, Сергей Алексеевич (1825—1902)
106. 1892 — Клевецкий, Александр Захарьевич (1826—1902)
107. 1892 — Соханский, Георгий Дмитриевич (1826—1892)
108. 1892 — Старынкевич, Сократ Иванович (1820—1902)
109. 1892 — Чебышев, Владимир Львович (1832—1905)
110. 1893 — Пестич, Филимон Васильевич (1821—1894)
111. 1894 — Левашов, Владимир Васильевич (1834—1896)
112. 1894 — Овандер, Яков Иванович (1827—1898)
113. 1894 — Полубояринов, Порфирий Николаевич (1824—1908)
114. 1895 — Агафонов, Пётр Петрович (1823—1898)
115. 1895 — Графф, Николай Гендриевич (1826—1904)
116. 1895 — Калачов, Аркадий Иванович (1821—1898)
117. 1896 — Барсов, Александр Андреевич (1823—1908)
118. 1896 — Грумм-Гржимайло, Петр Моисеевич (1824—1897)
119. 1896 — Дитерихс, Фёдор Карлович (1831—1899)
120. 1896 — Лалаев, Матвей Степанович (1828—1912)
121. 1896 — Унковский, Сергей Семёнович (1829—1904)
122. 1896 — Эгерштром, Николай Фёдорович (1831—1916)
123. 1898 — Адамович, Леонид Ефремович (1832—1911)
124. 1898 — Демьяненков, Николай Афанасьевич (1830—1907)
125. 1898 — Завадовский, Иосиф Иванович (1836—1898)
126. 1898 — Каминский, Станислав Клементьевич (1841—1899)
127. 1898 — Кульстрем, Федор Лаврентьевич (1825—1906)
128. 1898 — Свиньин, Александр Дмитриевич (1831—1913)
129. 1899 — Аносов, Алексей Васильевич (1822—1906)
130. 1899 — Болтенков, Иван Григорьевич (1827—1915)
131. 1899 — Говоруха-Отрок, Александр Николаевич (1829—н/р 1909)
132. 1899 — Есаулов, Павел Петрович (1831—1909)
133. 1899 — Кобылинский, Степан Осипович (1827—?)
134. 1899 — Короченцов, Алексей Петрович (1832—1904)
135. 1899 — Лесовой, Иван Мартынович (1835—1918)
136. 1899 — Михайлов, Дмитрий Иванович (1831—1911)
137. 1899 — Плазовский, Антон Николаевич (1831—1917)
138. 1899 — Смагин, Алексей Андреевич (1829—1901)
139. 1899 — Сидоров, Николай Петрович (1828—?)
140. 1900 — Гильхен, Эдуард Викентьевич (1831—1914)
141. 1900 — Крыжановский, Павел Андреевич (1831—н/р 1917)
142. 1900 — Постовский, Иван Константинович (1828—?)
143. 1900 — Рубец, Иван Павлович (1834—1900)
144. 1900 — Савримович, Антон Осипович (1834—?)
145. 1900 — Сиверс, Михаил Александрович (1834—1915)
146. 1900[3] — Таубе, Максим Антонович (1826—1910)
147. 1900 — Фёдоров, Николай Павлович (1835—1912)
148. 1901 — Мартюшев, Владимир Константинович (1836—1905)
149. 1901 — Нечаев, Виктор Васильевич (1822—1913)
150. 1902 — Дружинин, Яков Александрович (генерал) (1830—1902)
151. 1902 — Канищев, Сергей Степанович (1836—1905)
152. 1902 — Кокорин, Михаил Иванович (1839—1906)
153. 1902 — Мищенко, Николай Николаевич (1838—?)
154. 1902 — Оноприенко, Владимир Васильевич (1838—1902)
155. 1903 — Волковицкий, Виктор Михайлович (1834—1911)
156. 1903 — Лонткевич, Людвик Юстинович (1840—?)
157. 1903 — Прежбяно, Константин Павлович (1840—1905)[4]
158. 1903 — Фриде, Василий Яковлевич (1840—1912)
159. 1903 — Циллиакус, Василий Владимирович (1840—1915)
160. 1903 — Чагин, Николай Иванович (1831—1915)
161. 1903 — Шепелев, Александр Дмитриевич (1829—1915)
162. 1904 — Гофман, Дмитрий Антонович (1828—1907)
163. 1904 — Солтанов, Павел Алексеевич (1839—1915)
164. 1905 — Альбедиль, Фёдор Константинович (1836—1914)
165. 1905 — Гольмдорф, Николай Густавович (1841—1915)
166. 1905 — Леваневский, Александр Александрович (1842—1921)
167. 1905 — Орел, Иосиф Андреевич (1841—1908)
168. 1905 — Решетин, Николай Лаврентьевич (1842—1914)
169. 1905 — Стогов, Евграф Евграфович (1842—н/р 1917)
170. 1906 — Алексеев, Павел Александрович (1836—1906)
171. 1906 — Альтфатер, Михаил Егорович (1840—1918)
172. 1906 — Барановский, Михаил Николаевич (1847—1912)
173. 1906 — Бобриков, Елеазар Степанович (1843—?)
174. 1906 — Бойе, Владимир Александрович (1844—?)
175. 1906 — Будде, Александр Эммануилович (1833—1915)
176. 1906 — Валевачев, Степан Прокопьевич (1842—1915)
177. 1906 — Воротников, Марк Семёнович (1843—1917)
178. 1906 — Гофман, Дмитрий Антонович (1828—1907)
179. 1906 — Завадский, Александр Игнатьевич (1838—1916)
180. 1906 — Каханов, Иван Васильевич (1845—?)
181. 1906 — Костырко, Пётр Захарович (1843—1913)
182. 1906 — Лисунов, Михаил Григорьевич (1842—н/р 1917)
183. 1906 — Мазинг, Михаил Карлович (1836—1911)
184. 1906 — Оноприенко, Александр Васильевич (1837—н/р 1917)
185. 1906 — Ореус, Михаил Федорович (1843—1920)
186. 1906 — Потоцкий, Николай Платонович (1844—1911)
187. 1906 — Семёнов, Сергей Семёнович (1831—1906)
188. 1906 — Тихобразов, Николай Дмитриевич (1845—н/р 1917)
189. 1906 — Топорнин, Дмитрий Андреевич (1846—1914)
190. 1906 — Трегубов, Николай Николаевич (1835—н/р 1917)
191. 1906 — Усов, Владимир Степанович (1841—1913)
192. 1906 — Хлебников, Владимир Николаевич (1836—1915)
193. 1906 — Шепилов, Алексей Степанович (1843—?)
194. 1906 — Яцкевич, Владимир Авксентьевич (1839—1919)
195. 1907 — Васильев, Николай Александрович (1842—н/р 1911)
196. 1907 — Гук, Карл Георгиевич (1847—1910)
197. 1907 — Жиляй, Виктор Игнатьевич (1844 — не ранее 1907)
198. 1907 — Карпов, Николай Александрович (1843—1915)
199. 1907 — Кудряев, Николай Трифонович (1845—?)
200. 1907 — Платонов, Флорентий Николаевич (1839—1914)
201. 1907 — Стрижев, Максим Иванович (1843—н/р 1917)
202. 1907 — Студзинский, Александр Иванович (1843—1907)
203. 1907—1908, 1911[5] — Беляев, Тимофей Михайлович (1843—1915)
204. 1908 — Бонсдорф, Георг Робертович (1844—1918)
205. 1908 — Иванов, Николай Иудович (1851—1919)
206. 1908 — Измайлович, Адольф Викентьевич (1845—?)
207. 1908 — Коптев, Николай Аркадьевич (1848—?)
208. 1908 — Ланге, Павел Карлович (1846—?)
209. 1908 — Фан-дер-Флит, Константин Петрович (1844—1919)
210. 1908 — Химшиев, Георгий Спиридонович (1836—1917)
211. 1908 — Хитрово, Николай Михайлович (1844—1909)
212. 1908 — Цветковский, Константин Егорович (1844—?)
213. 1908 — Шпицберг, Ростислав Владимирович (1841—1909)
214. 1909 — Арсеньев, Дмитрий Гаврилович (1840—1912)
215. 1909 — Бестужев-Рюмин, Василий Николаевич (1835—1910)
216. 1909 — Завацкий, Владимир Николаевич (1850—1909)
217. 1909 — Рейнталь, Владимир Яковлевич (1838—1913)
218. 1910 — Будаевский, Сергей Александрович (1851—н/р 1917)
219. 1910 — Гиппиус, Владимир Иванович (1847-?)
220. 1910 — Даниловский, Пётр Алексеевич (1842—1914)
221. 1910 — Дворжицкий, Константин Иванович (1847—1912)
222. 1910 — Забусов, Николай Иванович (1846—1914)
223. 1910 — Кеппен, Павел Егорович (1846—1911)
224. 1910 — Нечаев, Николай Павлович (1841—1917)
225. 1910 — Никитин, Владимир Николаевич (генерал) (1848—1922)
226. 1910 — Петраков, Александр Николаевич (1844-?)
227. 1910 — Сухинский, Николай Васильевич (1850-н/р 1917)
228. 1910 — Уткевич, Александр Владимирович (1845—1913)
229. 1910 — Харинский, Павел Петрович (1845-?)
230. 1911 — Бандровский, Владимир Францевич (1848-н/р 1917)
231. 1911 — Белый, Василий Федорович (1854—1913)
232. 1911 — Гаусман, Иосиф Карлович (1852-после 1918)
233. 1911 — Данилов, Алексей Николаевич (1837—1916)
234. 1911 — Зубко, Владимир Степанович (1848-н/р 1917)
235. 1911 — Мищенко, Павел Иванович (1853—1918)
236. 1911 — Шкларевич, Владимир Николаевич (1835—1915)
237. 1912 — Галахов, Дмитрий Иванович (1845-?)
238. 1912 — Гахович, Владимир Игнатьевич (1842—1916)
239. 1912 — Кузьмин-Караваев, Дмитрий Дмитриевич (1856—1950)
240. 1912 — Нищенков, Аркадий Никанорович (1855—1940)
241. 1912 — Паркау, Пётр Фёдорович (1851-?)
242. 1912 — Роговцев, Николай Федотович (1844—н/р 1917)
243. 1913 — Дюшен, Вячеслав Александрович (1847—1916)
244. 1913 — Вольский, Рудольф Адольфович (1852-?)
245. 1913 — Ермолаев, Григорий Иванович (1838—1914)
246. 1913 — Индутный, Николай Тимофеевич (1847—?)
247. 1913 — Масальский, Владимир Николаевич (1860—1940)
248. 1913 — Невадовский, Дмитрий Иванович (1850-?)
249. 1913 — Путинцев, Пётр Флегонтович (1850-?)
250. 1913 — Синицын, Александр Николаевич (1849—1924)
251. 1913 — Сухинский, Александр Васильевич (1848—н/р 1917)
252. 1913 — Тахтарев, Михаил Константинович (1839—1917)
253. 1913 — Чернявский, Василий Тимофеевич (1850—1932)
254. 1914[6] — Алиев, Эрис Хан Султан Гирей (1855—1920)
255. 1914 — Булгаков, Павел Ильич (1856—1932)
256. 1914 — великий князь Сергей Михайлович (1869—1918)
257. 1914 — Ирман, Владимир Александрович (1852—1931)
258. 1914 — Коробков, Михаил Николаевич (1842—1914)
259. 1914 — Лайминг, Владимир Александрович (1854—1920)
260. 1914 — Мрозовский, Иосиф Иванович (1857—1934)
261. 1914 — Сергеев, Александр Васильевич (1853-?)
262. 1914 — Стоянов, Николай Владимирович (1850-?)
263. 1914 — Теодорович, Александр Иванович (1852—1915)
264. 1914 — Чарторийский, Александр Васильевич (1855—1917)
265. 1915 — Ананьин, Аркадий Николаевич (1851-?)
266. 1915 — Кун, Александр Владимирович (1846—1916)
267. 1915 — Мехмандаров, Самет-бек Садык-бек-оглы (1855—1931)
268. 1915 — Холодовский, Николай Иванович (1851—1933)
269. 1915 — Шведов, Николай Константинович (1849—1920)
270. 1915 — Шепелев, Владимир Петрович (1845—1916)
271. 1915 — Яковлев, Григорий Михайлович (1852—1922)
272. 1916 — Атабеков, Андрей Адамович (1854—1918)
273. 1916 — Баранцов, Михаил Александрович (1857—1921)
274. 1916 — Булатов, Николай Ильич (1857-?)
275. 1916 — Вржещ, Михаил Антонович (1847-?)
276. 1916 — Гаитенов, Валериан Михайлович (1855-?)
277. 1916 — Голицын, Андрей Андреевич (1855-?)
278. 1916 — Мамонтов, Владимир Петрович (1866—1916)
279. 1916 — Маниковский, Алексей Алексеевич (1865—1920)
280. 1916 — Осипов, Георгий Сергеевич (1860-н/р 1920)
281. 1916 — Потоцкий, Павел Платонович (1857—1938)
282. 1916 — Соколов, Леонид Александрович (генерал) (1842—1916)
283. 1917 — Багговут, Иван Карлович (1862—1933)
284. 1917 — Григорьев, Фёдор Алексеевич (1850—1926)
285. 1917 — Доливо-Добровольский-Евдокимов, Виктор Викторович (1861—1932)
286. 1917 — Коханов, Николай Васильевич (1854-?)
287. 1917 — Лидерс-Веймарн, Фёдор Александрович (1859—1927)
288. 1917 — Лукницкий, Всеволод Всеволодович (1845—1917)
289. 1917 — Макшеев, Захар Андреевич (1858—1935)
290. 1917 — Мунтянов, Кузьма Евстафьевич (1856—1931)
291. 1917 — Попруженко, Михаил Григорьевич (1854—1917)
292. 1917 — Томашевский, Николай Константинович (1854—1916)
293. 1919 — Ханжин, Михаил Васильевич (1871—1961)